# Associació Catalana de Locals de Diversió
L'Associació Catalana de Locals de Diversió (en original en espanyol: Asociación Catalana de Locales de Alterne ACLA)) és una associació d'empresaris del sector dels locals de prostitució d'àmbit d'actuació a Catalunya creada el 2002.
Actua per demanar als legisladors que es cree un marc normatiu que regule les activitats del sector de la prostitució. Critiquen que no es regule el que consideren que és el principal problema: la prostitució als carrers. Que es va crear hi formaven part «40 clubs dels 450 existents a Catalunya».
El 2006 criticaren negativament l'avantprojecte de llei de la Generalitat Catalana que establia l'edat mínima per a prostituir-se en 21 anys. Afirmaren que si feia tancar els locals la prostitució de carrer i pisos augmentaria. Una inspecció feta el 2008 a Barcelona trobà que molts locals de prostitució no complien la normativa. ACECA va reaccionar i defendre un canvi de la normativa perquè així sí la compliren i així no es provocaria que hi haguera més prostitució als carrers. El 2009 l'ajuntament de Ciutat Vella acusà de la causa de l'existència de prostitutes als carrers a l'apertura de locals, cosa que l'ACLA negà.